# 핵합성
핵합성(核合成, nucleosynthesis)은 핵융합이나 핵분열을 통해 새로운 원자핵을 만들어내는 과정이다.
우주에는 핵합성을 일으키는 것으로 생각되는 몇 가지의 천체물리 현상이 존재한다. 이 현상들에서 R-과정, S-과정, P-과정은 중요한 과정이다.

## 핵합성의 조건
핵합성이 일어나려면 한 원자핵을 다른 원자핵과 서로 핵력이 작용하는 거리까지 접근시켜야 한다. 하지만 원자핵은 서로 반발하므로 반발력을 뛰어넘는 방대한 에너지인 약 1000만 도 고온이 필요하다. 핵합성의 네 가지의 기본 형태는 다음과 같고, 모두 약 1000만 도를 넘을 때 발생한다.

## 핵합성의 종류
- 대폭발 핵합성: 대폭발 핵합성의 경우 우주 창조 후 3분에서 20분 정도까지만 일어났으며, 우주에 존재하는 헬륨-4 및 중수소의 대부분을 형성했다. 대폭발 핵합성의 경우 매우 짧은 시간 일어났으며, 리튬보다 무거운 원소는 합성되지 못했다.
- 항성 핵합성: 항성 핵합성은 항성 내부에서 일어나며, 리튬과 철사이의 무거운 원소를 생성한다. 특히 탄소의 합성에 중요하다. 이 과정에서는 중성자를 느리게 흡수하는 S-과정이 관여한다.
- 초신성 핵합성: 초신성 핵합성은 철보다 무거운 대부분의 원소를 생성한다. 초신성은 중성자를 빠르게 흡수하면서 원소를 생성하는 R-과정의 주요한 발생지로 생각된다. 하지만 이에 관해서는 여전히 밝혀지지 않은 많은 점이 존재한다.
- 우주선 파쇄: 우주선(cosmic ray) 파쇄는 입자가 고속으로 물질에 충돌하는 과정을 통해 리튬 및 붕소와 같은 가벼운 원소를 생성한다. 이 과정은 우주선의 우주 내의 다른 물질 혹은 우주선 스스로에 대한 작용에서 발생한다.
- 인공 원소 합성: 입자가속기를 이용해 인공적으로 원소를 합성하는 방법이다. 주로 반감기가 짧은 우라늄 같은 원소를 합성할 때 쓰인다.

핵합성 이론은 동위원소의 존재 비율을 계산하고 관측 결과와 비교함으로써 검증되었다. 동위원소의 존재 비율은 일반적으로 동위원소 간의 전환 비율을 계산함으로써 계산된다. 종종 이러한 계산은 다른 반응 비율을 조절하는 몇 개의 주요한 반응으로 단순화할 수 있다.

## 핵합성의 역사

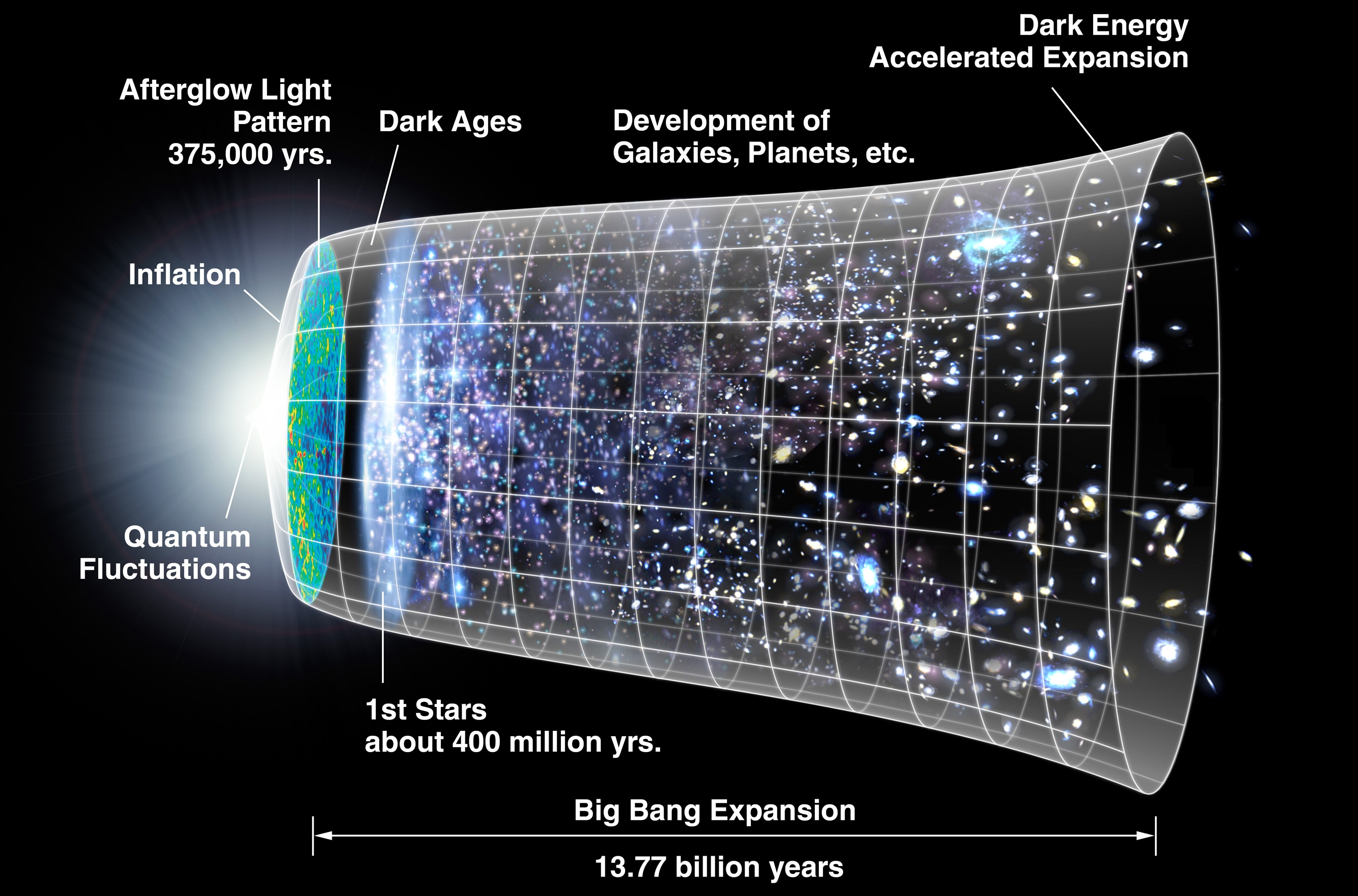
빅뱅 이후 우주의 탄생 과정.

### 수소와 헬륨
빅뱅이 발생한 100만 분의 1초 후 소립자가, 1초 후에 수소의 원자핵이 만들어졌다. 3분 후에 헬륨도 만들어졌고, 이후 수소 92%와 헬륨 8%의 원시 우주가 탄생했다.

### 철까지의 원소들
수소가 모여 항성이 만들어지며, 내부의 수소 원자핵이 핵융합으로 헬륨을 만들면서 항성을 빛낸다. 더 나아가 수소가 타버리면 헬륨이 탄소, 질소, 산소처럼 무거운 원소들로 핵융합이 일어난다. 원자핵은 철이 가장 안정적이기 때문에 철까지의 원소만 생성될 수 있다.

### 철보다 무거운 원소들
태양보다 10배 이상 큰 항성은 내부의 연료가 다 타버리면 그 크기를 지탱하지 못하고 초신성 폭발을 일으킨다. 이때 어마어마한 에너지가 방출되고, 초신성 폭발 직후 단 1초 사이에 철보다 무거운 원소들이 생성된다. 태양계에는 철보다 무거운 원소가 존재하기 때문에, 태양과 지구가 탄생하기 전에 이미 초신성 폭발을 경험했다는 것을 의미한다.

### 인공 원소들
반감기가 긴 원소들은 주로 입자가속기에 의해 인공 합성되었다. 2020년 기준으로가장 원자번호가 높은 인공 원소는 오가네손(118번)이다. 인공 원소 문서에서 인공 원소의 목록을 볼 수 있다.

## 같이 보기
- 우주의 역사
- 원소 (화학)

## 주해
1. ↑  철은 모든 원소 중 1핵자당 결합에너지가 가장 높다.